# Ozodiceromya livdahli
Ozodiceromya livdahli är en tvåvingeart som beskrevs av Stephen D. Gaimari och Irwin 2000. Ozodiceromya livdahli ingår i släktet Ozodiceromya och familjen stilettflugor.
Artens utbredningsområde är Arizona. Inga underarter finns listade i Catalogue of Life.